# Gallo (higo)
 Gallo  es un cultivar de higuera de tipo higo común Ficus carica bífera, de higos color amarillo verdoso. Su cultivo ha sido abandonado principalmente debido a la talla pequeña de su fruto comparado con otras variedades disponibles de higos.

## Sinonimia
- Binello[4][5]
- Jumeaux
- Buzzone

## Historia
Gallo proviene de un pueblo italiano, situado a 350 metros sobre el nivel del mar, al sur de los Alpes, lugar reconocido por su frío y abundante nieve en invierno.

## Características
Gallo es una higuera del tipo higo común bífera, variedad autofértil que no necesita otras higueras para ser polinizada. Es una higuera de tamaño pequeño que produce algunas brevas de tamaño mediano, así como una cosecha temprana y abundante de higos de otoño desde principios de septiembre hasta las heladas tempranas. Espesor de la epidermis grueso y de forma piriforme, color del cuello amarillo
La producción de brevas es promedio. De color amarillo con forma de pera, su pedúnculo se desprende fácilmente. Cuando se recogen en plena madurez, son muy buenas, jugosas y dulces. En verano fresco y lluvioso, 'Gallo' es una de esas higueras cuyo crecimiento de ramas no se detiene hasta el final de la temporada, en detrimento de la maduración de los higos del otoño. Por lo tanto, es útil pellizcar la punta de las ramas que transportan higos, cuando ya llevan entre seis y ocho frutos.
Por lo general, los higos de otoño son muy pequeños de unos 19 gramos de promedio, ostiolo medio cerrado de color marrón-rojo, y tienen cualidades de buen gusto. También se le denomina 'Binello', literalmente "gemelos", porque sus higos de otoño a menudo se unen en pares. Este nombre también se usa para referirse a la variedad 'Dottato', 'Kadota' en los EE. UU., y probablemente el único parecido proviene del hecho de que esta higuera produce excepcionalmente abundante cosecha.

## Cultivo
Gallo se adapta particularmente a las regiones frías, incluso en una situación desfavorable, debido a su resistencia natural al frío. Esto le hace ser una higuera muy interesante por su gran resistencia al frío, su pequeño porte y su temprana cosecha de higos en otoño. El inconveniente son sus frutos pequeños lo que ha hecho que se haya abandonado sus cultivos en huertos y jardines particulares en beneficio de otras variedades de frutos más grandes.